# Kriegswirtschaftsverordnung
Die Kriegswirtschaftsverordnung vom 4. September 1939 war eine deutsche Verordnung mit Gesetzeskraft des Ministerrats für die Reichsverteidigung, um nach Beginn des Zweiten Weltkriegs „die Fortsetzung eines geordneten Wirtschaftslebens zu gewährleisten“.

## Inhalt
Die KWVO war eine der sogenannten Schubladenverordnungen, die schon lange vor Beginn des Zweiten Weltkrieges von der Ministerialbürokratie entworfen worden waren, wie die Verordnung über außerordentliche Rundfunkmaßnahmen (RundfunkVO) vom 1. September 1939, die Verordnung gegen Volksschädlinge (VVO) vom 5. September 1939 oder die Verordnung gegen Gewaltverbrecher vom 5. Dezember 1939. Sie war das gesetzliche Instrument der nationalsozialistischen Justiz und Verwaltung zur Sicherung der Tiefenrüstung und zum Schutz der sogenannten Heimatfront. Inhaltlich führte die Verordnung Kriegssteuern ein, fror die Preise von Waren und Dienstleistungen ein, fixierte die Löhne, strich die Zuschläge für Überstunden, Sonntags-, Feiertags- und Nachtarbeit und hob die Arbeitszeitbegrenzung auf. Nach der Präambel erfordere die „Sicherung der Grenzen unseres Vaterlandes höchste Opfer von jedem deutschen Volksgenossen. Dazu gehört vor allem auch, dass jeder Volksgenosse sich die notwendigen Einschränkungen in der Lebensführung und Lebenshaltung auferlegt.“

### Abschnitt I: „Kriegsschädliches Verhalten“
Bekannt geworden ist die Kriegswirtschaftsverordnung von 1939, um weitere Straftatbestände ergänzt 1942, als Zentralnorm der Kriegswirtschaftsverbrechen der Sondergerichte. Sie ahndete Schleichhandel, Hamstern, Schwarzschlachtungen, Lebensmittelkartenschwindel und Bezugsscheinbetrügereien mit Zuchthaus, Gefängnis und in besonders schweren Fällen mit der Todesstrafe.
Die Verfolgung dieser Verbrechen sollte an der sogenannten Heimatfront Ruhe und Disziplin gewährleisten. Dieses „Kriegsstrafrecht“ hatte folgende Intention: „Schwere Verbrechen erheischen schwere Strafen! Gegen Schwerverbrecher ist in Kriegszeiten die zugelassene Todesstrafe grundsätzlich die gebotene!“ Die KWVO sollte als Rechtsgut „Kriegsschädliches Verhalten“ bestrafen, wie es der Abschnitt I erklärt, der anfangs nur § 1 enthielt. Motiv war die Revolutionsfurcht der Führungsspitze vor sozialen Unruhen wie im Steckrübenwinter 1917 des Ersten Weltkriegs. Der Strafrahmen des § 1 ging von Gefängnisstrafe ab 1 Tag bis zu Todesstrafe für denjenigen, der „Rohstoffe oder Erzeugnisse, die zum lebenswichtigen Bedarf der Bevölkerung gehören, vernichtet, beiseiteschafft oder zurückhält und dadurch böswillig die Deckung dieses Bedarfs gefährdet“. Der Rahmen war hierbei bewusst äußerst weit gefasst, so dass auch für sehr geringfügige Taten die Todesstrafe verhängt werden konnte. Im März 1942 sagte Propagandaminister Joseph Goebbels in einem reichsweit nachgedruckten Artikel in der Wochenzeitschrift „Das Reich“, unter Bezug auf die am 25. März 1942 ergangene „Verordnung zur Ergänzung der Kriegswirtschaftsverordnung“, Kriegswirtschaftsverbrechern den Kampf an; die Staatsanwaltschaften hätten die Weisung erhalten, Verstöße künftig unnachsichtig zu ahnden. Gerichte griffen bei den Strafzumessungserwägungen in Kriegswirtschaftssachen darauf zurück: Die alarmierenden Worte von Goebbels seien durch alle Tageszeitungen gegangen und jeder, der danach in größerem Maße die Rationierungen sabotiere, müsse mit den härtesten Strafen rechnen. Die zunehmende Bedeutung der Kriegswirtschaftverbrechen zeigt beispielsweise das Sondergericht Freiburg. Ein Viertel der Akten betrifft Kriegswirtschaftsverbrechen.
Der stetige Anstieg des Anteils an den Sondergerichtsverfahren folgte aus dem Beginn der regelmäßigen schweren Luftangriffe und den damit verbundenen Versorgungsschwierigkeiten. Um dem sich ausweitenden Schwarzmarkt zu begegnen, gingen die Sondergerichte demonstrativ häufiger gegen Kriegswirtschaftsverbrechen vor. Das führte zu einer verringerten Urteilsrate bei Haftstrafen, weil der Staatsanwalt eine sorgfältige Auswahl der Fälle, die zur Anklage kamen, nicht mehr vornahm.

#### Schwarzschlachtungen
Die Sondergerichte beschäftigten sich oft mit Schwarzschlachtungen und fällten Todesurteile, weil dadurch unerlaubt Fleisch der staatlichen Bewirtschaftung entzogen wurde.

#### Lebensmittelmarken
Lebensmittel und Rohstoffe waren rationiert. Wer sie erwerben wollte, musste eine Bezugsberechtigung vorweisen können: die Lebensmittelmarken und Bezugsscheine. Markenfälschung, Manipulation, zweimalige Verwendung, falsche Abrechnung der Marken; all das wurde als „kriegsschädliches Verhalten“ gewertet. Bei einer solchen Gefährdung der Lebensmittelversorgung waren Gegenstand der Verhandlung Wurst, Talg, Öl, Fette, Milch, Eier, Butter, Käse, Getreide, Mehl, Futtermittel, Kaffee, Tabak, Spirituosen, Seife, Schuhe, Stoffe, Kleider, Papier, Metall und Benzin. So war die Bevölkerung bei der Notlage schnell ein Fall für das Sondergericht. Auch waren Marken nicht übertragbar und nach einzelnen Lebensmitteln aufgeteilt. Daher wurde oft mit Lebensmittelmarken auf dem Schwarzmarkt Tauschhandel betrieben. Wer versuchte, Tauschgeschäfte mit den Marken zu machen, der machte sich auch damit strafbar und war ein Fall für das Sondergericht. Selbstverständlich strafbar war derjenige, der versuchte, Tauschgeschäfte ohne Marken zu machen, oder wer Dritte mit Waren ohne Marken belieferte. In Berlin erregte 1943 der Fall Nöthling Aufsehen, bei dem bekanntgewordene Verstöße von prominenten Vertretern des NS-Staates aus Staatsräson folgenlos blieben.
Schwarzmarktkriminalität und Markenfälschungen waren bereits im Ersten Weltkrieg prekär. Die Nahrungsmittelversorgung wurde anfangs von den staatlichen Stellen des Belagerungszustandes, den stellvertretenden Generalkommandos ignoriert. Zögerliche Maßnahmen 1915/16 wie die Ausgaben von Lebensmittelmarken oder die Schaffung von Wucherämtern konnten dieses Milieu nicht bewältigen und wurden bis weit in die Nachkriegsjahre beibehalten. Wuchergerichte hatten in einem vereinfachten, beschleunigten Verfahren Preistreiberei und Schleichhandel abzuurteilen.

### Abschnitt II: Kriegssteuern
Zusätzlich zur Einkommensteuer wurde ein Kriegszuschlag in Höhe von 50 Prozent erhoben, der ungeachtet der Wehrpflicht nach dem Wehrgesetz für alle Steuerpflichtigen mit einem Einkommen über 2400 RM galt. Der Kriegszuschlag war auf maximal 15 Prozent des Einkommens beschränkt, außerdem durften Einkommensteuer und Kriegszuschlag zusammen nicht mehr als 65 Prozent betragen. Ferner wurde die Sektsteuer wieder eingeführt und andere Alkoholika (etwa Bier je nach Region mit umgerechnet 10–14 Pfennig pro Liter) bezuschlagt. Die Gemeinden mussten von ihren Steuern und Abgaben Beiträge abführen.

### Abschnitt III: Kriegslöhne
Die Arbeitsverdienste wurden durch den Treuhänder der Arbeit auf Weisung des Reichsarbeitsministers durch Tarifordnung mit bindender Wirkung nach oben „den durch den Krieg bedingten Verhältnissen angepasst“. Vorschriften und Vereinbarungen über den Urlaub wie der aus der allgemeinen Fürsorgepflicht des § 2 Abs. 2 des Arbeitsordnungsgesetzes von 1934 hergeleitete Urlaubsanspruch traten vorläufig außer Kraft.
Die durch die KWVO eingestellten Zuschläge für Sonntags-, Feiertags- und Nachtarbeit wurden 1940 wieder zugelassen. Das Reichsarbeitsministerium musste zugestehen, dass die Arbeiter in der Rüstungsindustrie die Bestimmungen der KWVO boykottierten. Robert Ley interpretierte die erzwungenen Verbesserungen als Beweis des sozialistischen Charakters des Deutschen Reiches, das sich gegen die Bedrohung des kapitalistischen England behaupten müsse.
§ 20 bestimmte, dass der Reichsarbeitsminister von den bestehenden Bestimmungen abweichende Bestimmungen über die Arbeitszeit treffen sowie Ausnahmen von bestehenden Arbeitsschutzvorschriften zulassen könne. Das Bundesverfassungsgericht (1 BvL 3/51) zeigte 1952 anschaulich anhand der Ladenschluss-Verordnung die Funktionsweise der KWVO:

„Gestützt darauf erging die Verordnung über den Ladenschluß vom 21. Dezember 1939, später in der Fassung vom 9. Januar 1942 (RGBl. 1939 I S. 2471, 1942 I S. 24). Nach § 1 dieser Verordnung wird die Zeit, in der offene Verkaufsstellen für den geschäftlichen Verkehr geschlossen sein müssen, durch behördliche Anordnung festgesetzt; die Inhaber offener Verkaufsstellen sind verpflichtet, während der Verkaufszeit (§ 1) ihre Geschäfte grundsätzlich offen zu halten (§ 2). §§ 8, 9 ermächtigen den Reichsarbeitsminister, Durchführungs- und Ergänzungsvorschriften im Einvernehmen mit anderen beteiligten Reichsministern zu erlassen und den Zeitpunkt zu bestimmen, an dem diese Verordnung außer Kraft tritt. Die Durchführungsbestimmungen finden sich im Erlaß des Reichsarbeitsministers vom 21. Dezember 1939 (RArbBl. 1940 I S. 8, ergänzt durch mehrere Richtlinien-Erlasse, vgl. zuletzt RArbBl. 1943 I S. 314). In ihm wird u. a. ausgeführt, die Verordnung über den Ladenschluß vom 21. Dezember 1939 verfolge den Zweck, die als Folge der Kriegsverhältnisse vielfach eingetretene Regellosigkeit und Willkür auf dem Gebiet des Ladenschlusses zu beseitigen. Die Geschäftszeit sei den durch den Krieg veränderten Verhältnissen (Verdunkelung, Warenknappheit usw.) anzupassen. Hierfür müsse die Rechtsgrundlage zu einer Verkürzung der bisher gesetzlich zulässigen Verkaufszeit und zu einer Verpflichtung der Geschäftsinhaber geschaffen werden, die Verkaufsstellen während der zulässigen Verkaufszeit offen zu halten. Da die Verhältnisse innerhalb des Reiches infolge der Kriegsverhältnisse verschieden seien, werden die Befugnisse aus der Verordnung über den Ladenschluß den höheren Verwaltungsbehörden übertragen, und zwar in Preußen den Regierungspräsidenten, im übrigen den Reichsstatthaltern (Landesregierungen).“

### Abschnitt IV: Kriegspreise
Für ein ausgewogenes Lohn-Preis-Verhältnis mussten Preisen und Entgelten für Güter und Dienstleistungen die nach Abschnitt III gedeckelten Löhne und Gehälter zugrunde gelegt werden. Es war verboten, höhere Preise und Entgelte zu fordern oder zu gewähren.

## Nachkriegsgeschichte
Die KWVO überstand den Zusammenbruch und der Teil über Kriegswirtschaftsverbrechen wurde erst durch das Wirtschaftsstrafgesetz 1949 endgültig abgelöst. Auf dem Ernährungssektor galt die Organisation des „Reichsnährstandes“ wenigstens in den ersten beiden Nachkriegsjahren in den Westzonen als unentbehrlich für die Aufrechterhaltung der Versorgung der Bevölkerung. Am 22. Januar 1950 wurde die Lebensmittelrationierung aufgehoben. Zur Frage, ob die KWVO typisch nationalsozialistisches Recht ist, kann die Politikerin Elisabeth Selbert (1946) zitiert werden: „Man kann keinesfalls ein Notdelikt, das manchmal über einen Mundraub nicht hinausgeht, als Kriegswirtschaftsverbrechen betrachten, sondern wir müssen uns fragen, ob wir nicht Sinn und Zweck der Strafe näher umfassen sollen....“ 1952 wurde die Regelung der Kriegswirtschaftsverordnung zum Schaumwein durch das neue Schaumweinsteuergesetz ersetzt.